# 洛伦岑
洛伦岑（法語：Lorentzen，法語發音：[loʁɛntsən] ⓘ；莱茵法兰克语：Loränze）是法国下莱茵省的一个市镇，属于萨韦尔讷区。

## 地理
洛伦岑（48°57'9"N, 7°10'29"E）面积7.85 平方千米，位于法国大東部大區下莱茵省，该省份为法国大陆部分最东部的省份，是阿尔萨斯的一部分，今与上莱茵省组成了阿尔萨斯欧洲集体，其南至上莱茵省，西南接孚日省和默尔特-摩泽尔省，西接摩泽尔省，北与德国接壤。
与洛伦岑接壤的市镇（或旧市镇、城区）包括：比滕、代林根、迪默林根、东费塞、马克维莱尔、沃埃莱尔丹让。

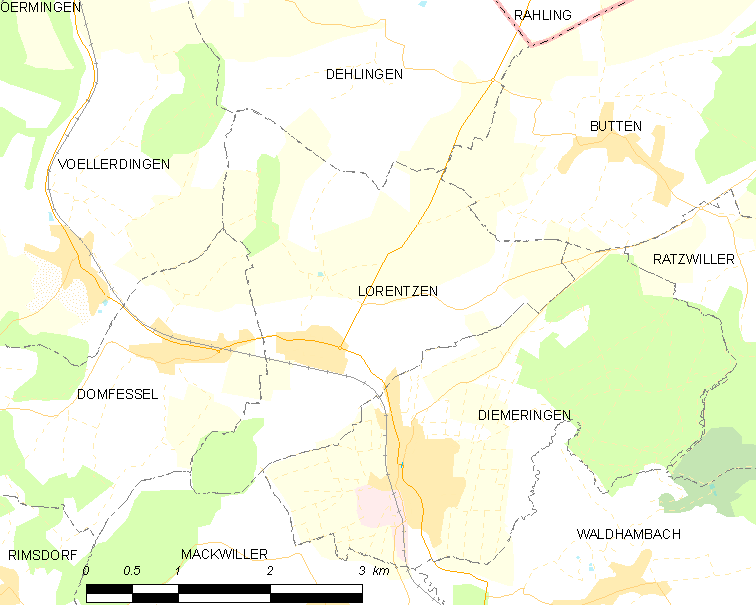
洛伦岑的OSM定位图

洛伦岑的时区为UTC+01:00、UTC+02:00（夏令时）。

## 行政
洛伦岑的邮政编码为67430，INSEE市镇编码为67274。

## 政治
洛伦岑所属的省级选区为英维莱尔县。

## 人口

1962-2008年间洛伦岑人口变化图示

洛伦岑于2022年1月1日时的人口数量为230人。